# Linda de Vries
Linda de Vries (ur. 4 lutego 1988 w Assen) – holenderska łyżwiarka szybka, dwukrotna medalistka mistrzostw świata i brązowa medalistka mistrzostw Europy.

## Kariera
Największy sukces w karierze Linda de Vries osiągnęła w 2012 roku, kiedy wspólnie z Diane Valkenburg oraz Ireen Wüst zdobyła złoty medal w biegu drużynowym podczas dystansowych mistrzostw świata w Heerenveen. Na tych samych mistrzostwach indywidualnie zajęła trzecie miejsce w biegu na 1500 m, przegrywając tylko z Christine Nesbitt z Kanady i Ireen Wüst. W tym samym roku zajęła czwarte miejsce na wielobojowych mistrzostwach świata w Moskwie, przegrywając walkę o podium z Christine Nesbitt. Podczas rozgrywanych w 2013 roku mistrzostw Europy w Budapeszcie zajęła drugie miejsce, rozdzielając na podium Ireen Wüst i Diane Valkenburg. W 2013 roku była też czwarta podczas wielobojowych mistrzostw świata w Hamar i w biegu na 5000 m podczas dystansowych mistrzostw świata w Soczi. Dwukrotnie stawała na podium indywidualnych zawodów Pucharu Świata, ale nie odniosła zwycięstwa. Najlepsze wyniki osiągnęła w sezonie 2012/2013, kiedy była czwarta w klasyfikacji końcowej 1500 m. Nie wystąpiła na igrzyskach olimpijskich.
Jej matka, Margriet Pomper, również była panczenistką.